# Mahovci
Mahovci este o localitate din comuna Apače, Slovenia, cu o populație de 106 locuitori.